# Li Jü (spisovatel)
Li Jü (čínsky pchin-jinem Lǐ Yú, znaky zjednodušené 李渔, tradiční 李漁; 1610–1680) byl čínský dramatik a prozaik proslulý svým humorem a erotickými tématy.
Jako státní úředník se neprosadil, a tak vytvořil vlastní divadelní soubor. S ním pak cestoval po Číně a psal pro něj hry. Feng-čeng wu (Drakovy chyby) je klasikou čínské opery. Žou pchu-tchuan (Rohož smyslných tužeb) je slavný erotický román, někdy označovaný i za pornografii. Napsal též knihu povídek Dvanáct věží, v níž se nevyhýbal ani tématu homosexuální lásky, stejně jako ve hře Voňavý společník. Psal též eseje, kuchařky a navrhoval zahrady.